# Dornier Do 18
Il Dornier Do 18 era un idrovolante a scafo centrale bimotore ad ala alta a parasole prodotto dall'azienda tedesca Dornier Metallbauten GmbH negli anni trenta.
Inizialmente progettato ad uso civile venne successivamente integrato nella Luftwaffe nel ruolo di ricognitore marittimo.

## Storia del progetto
Nei primi anni trenta il Reichsluftfahrtministerium emise una richiesta per dotare la compagnia aerea nazionale Deutsche LuftHansa (DLH) di un idrovolante a scafo centrale di grande autonomia che potesse affiancare e successivamente sostituire i Dornier Do Wal. I progettisti della Dornier Metallbauten disegnarono il Do 18, sviluppando ed affinando aerodinamicamente il "Wal", mantenendone nel contempo l'aspetto e le caratteristiche generali. Era, come il precedente, un idrovolante di costruzione totalmente metallica, con configurazione a scafo centrale dotato di un paio di sponson con funzione equilibratrice, questi collegati all'ala tramite robusti montanti. Quest'ultima era collegata allo scafo tramite un'appendice che terminava superiormente nella grande gondola centrale che accoglieva i due motori montati in tandem in configurazione traente-spingente. Posteriormente il velivolo terminava in una coda dall'impennaggio cruciforme monoderiva con i piani orizzontali controventati.

### Prototipi e versioni civili
Il prototipo, designato Do 18a (o Do 18 V1), venne portato in volo per la prima volta il 16 marzo 1935 a Travemünde, sul Mar Baltico, motorizzato da due Junkers Jumo Fo5 ad alberi a gomito contrapposti, a ciclo Diesel da 550 PS (405 kW), versione che prefigurava la versione ad uso militare, la Do 18 D, e quella civile, la Do 18 E, che si distinguevano per la diversa motorizzazione, data dai successivi e più potenti Jumo 205C da 600 PS (441 kW) e, nella versione militare, dall'adozione di armamento difensivo.
I successivi quattro esemplari costruiti, denominati Do 18 E, erano destinati all'uso civile, così come il sesto esemplare realizzato, l'unico denominato Do 18 F, versione civile a lungo raggio destinata alla Deutsche LuftHansa (DLH). Il Do 18 F venne portato in volo per la prima volta l'11 giugno 1937, stabilendo successivamente il primato di durata con il volo effettuato nella tratta Inghilterra – Brasile tra il 27 ed il 29 marzo 1938.
Quest'ultimo esemplare venne in seguito modificato, ridesignato Do 18 L in conseguenza dell'adozione di due motori radiali BMW 132N da 880 hp (656 kW) in luogo degli originali e portato in volo per la prima volta il 21 novembre 1939.

### Versioni militari
La prima versione ad uso militare costruita, la Do 18 D-1, era dotata da due mitragliatrici MG 15 calibro 7,92 mm in funzione difensiva, una sulla parte superiore del muso e l'altra in posizione dorsale. Ad essa vennero sviluppate le due successive D-2 e D-3.
Il Do 18 G-1 fu un ulteriore sviluppo dotato di due Jumo 205D da 880 PS (647 kW) ed armamento più pesante, una MG 131 da 13 mm posizionata sul muso ed una MG 151/20 da 20 mm in una torretta dorsale.
Le due versioni non armate furono il Do 18 H, dotata di doppio comando e destinata all'addestramento, e la Do 18 N-1, con compiti di ricerca e salvataggio.

## Impiego operativo
Allo scoppio della seconda guerra mondiale i Do 18 in servizio operativo nella Luftwaffe risultavano già obsoleti ma vennero ugualmente utilizzati in missioni di ricognizione marittima nel Mare del Nord. Nei confronti di velivoli alleati come i Short Sunderland e Lockheed Hudson della Royal Air Force risultavano però estremamente vulnerabili e vennero ben presto relegati in missioni di ricerca e salvataggio. Il Do 18 detiene inoltre l'infausto primato di essere stato il primo velivolo tedesco abbattuto dai britannici durante il conflitto, quando una formazione di tre cacciabombardieri in forza alla Fleet Air Arm, i Blackburn Skua dell'803 Naval Air Squadron provenienti dalla portaerei HMS Ark Royal, ne intercettarono uno nei cieli sopra il Mare del Nord.

### Primati

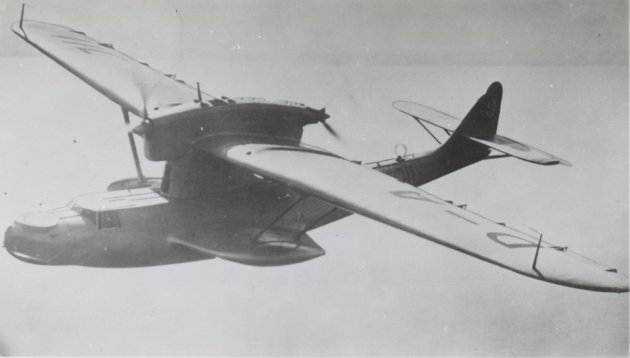
Dornier Do 18 "Wal" in volo prima del conflitto

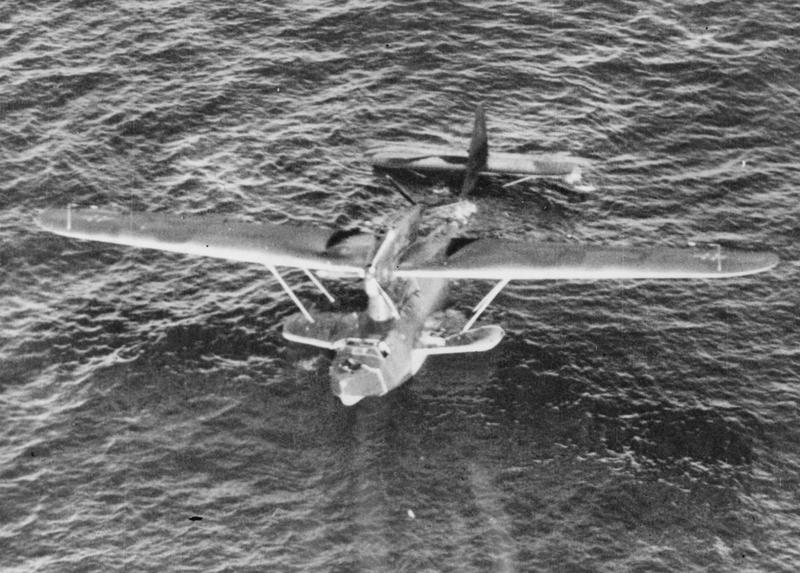
Mare del Nord, aprile 1940: idrovolante Dornier Do 18 costretto ad ammarare da un Lockheed Hudson del Comando Costiero della RAF. L'aereo è semisommerso di poppa a causa dei danni subiti.

Tra i vari primati ottenuti negli anni da questo modello, il più significativo è quello conseguito tra il 27 ed il 29 marzo 1938, quando un Do 18 E ottenne il record di volo senza scalo percorrendo gli 8 391 km che dividono il promontorio di Start Point, nel South Hams, Devon, in Inghilterra e Caravelas in Brasile. 

## Utilizzatori

### Civili
Germania
- Deutsche LuftHansa (DLH)

### Militari
Germania
- Luftwaffe